# Dear days
『Dear days』（ディア デイズ）は、ラックライフのメジャー2作目のアルバム。2018年8月22日にLantisより発売された。

## 概要
前作「Life is beautiful」から約1年5か月振りのリリース。

結成10周年を記念したアルバム。
メジャーシングル4th～6th（「リフレイン、「僕ら」、「シンボル」）のシングル曲とインディーズ時代の人気曲（「夕焼け小道」、「その手とこの手」）の再録2曲が収録されている
リード曲の「走って」にサウンドプロデューサーとして本間昭光を迎えている。

サウンドプロデュースについては「ずっと自分たちだけでやってるんだけど、前々からサウンドプロデューサーを入れてみようかって話はあったんですよね。それをこのタイミングでやってみようかってなって。そしたら“本間さんがいいんじゃないかな？”って事務所の偉い人が本間さんに話して連れて来てくれて（笑）“元気印のさわやかモードでお願いします！”って伝えました」とインタビューで語っている。

## 収録曲
（全作詞・作曲：PON） 
1. 走って
編曲：ラックライフ、本間昭光
アルバムのリード曲。
2. おまじない
編曲：ラックライフ
3. Over
編曲：ラックライフ
4. シンボル
編曲：ラックライフ
6thシングル
テレビアニメ『食戟のソーマ 餐ノ皿「遠月列車篇」』オープニングテーマ
5. ネバギバ
編曲：ラックライフ
6. So Happy Day
編曲：ラックライフ
7. リフレイン
編曲：ラックライフ
4thシングル
テレビアニメ『最遊記RELOAD BLAST』エンディングテーマ
8. 弱い虫
編曲：ラックライフ
9. 夕焼け小道
編曲：ラックライフ
1stデモシングル「夕焼け小道」収録曲の再録音
10. 夢の途中
編曲：ラックライフ
11. リピート
編曲：ラックライフ
12. その手とこの手
編曲：ラックライフ
ラックライフ企画のオムニバスアルバム「大阪の北側から。」収録曲の再録音
13. 僕ら
編曲：ラックライフ
5thシングル
劇場アニメ『文豪ストレイドッグス DEAD APPLE』エンディングテーマ
14. ソレ
編曲：ラックライフ